# Fondazione Giordano Dell'Amore
La Fondazione Giordano Dell'Amore è stata una fondazione di diritto privato attiva dal 1967 e costituita nel 1977 con il nome Finafrica. Nel 2017 ha cessato le proprie attività statutarie e - fondendosi con Fondazione Opere Sociali - si è evoluta come Fondazione Social Venture Giordano Dell'Amore.
La fondazione, nata su iniziativa di Giordano Dell'Amore, si è occupata fino al 2017 dello studio e del potenziamento della microfinanza nei paesi industrializzati e nei paesi in via di sviluppo: ha avuto sede a Milano e ha fatto parte della Rete italiana di microfinanza, del Comitato nazionale italiano permanente per il microcredito, dell'European Microfinance Network e dell'European Microfinance Platform.

## Storia
Nel 1967 Giordano Dell'Amore, in qualità di presidente della Cassa di Risparmio delle Provincie Lombarde e rettore dell'Università Bocconi, crea a Milano il Centro per l'Assistenza Finanziaria ai Paesi Africani (Finafrica). La nascita del centro si collega storicamente all'attività di cooperazione internazionale a sostegno dei paesi in via di sviluppo dell'Africa svolta da Cariplo e viene improntato  da Giordano Dell'Amore all'idea della mobilitazione del risparmio familiare, ad un'attenzione per lo sviluppo rurale e per il sostegno alle piccole-medie imprese. All'inizio degli anni Settanta, il Comune di Milano concede un terreno e Cariplo che costruisce una residenza progettata dall'arch. Marco Zanuso, dove ha sede il centro; l'edificio oggi ospita il Collegio di Milano. Finafrica è costituita a luglio del 1977 dalla Fondazione Cariplo (fondatore) e dalla Fondazione CRT (cofondatore). Ampliando progressivamente la sua azione anche a paesi di altri continenti bisognosi di aiuto e di assistenza tecnica nel settore finanziario, la fondazione cambia il suo nome in Fondazione Giordano Dell'Amore. Alla presidenza della fondazione si sono succeduti nel tempo - fino al 2017 - Camillo Ferrari, Angelo Caloia, Angelo Miglietta, Giovanni Ancarani, Mario Masini e Federico Manzoni.

## Attività
Fino al 2017 la Fondazione Giordano Dell'Amore ha avuto come scopo "attivare e catalizzare le competenze e le risorse degli Attori italiani per sviluppare progetti e modelli d'intervento nel settore della microfinanza nei paesi industrializzati e nei paesi in via di sviluppo che siano in linea con le best practices consolidate e diano un contributo rilevante allo sviluppo e all'innovazione nel settore della microfinanza".
Per realizzare il suo scopo la fondazione ha svolto diverse attività.
- Organizzazione di workshop a sostegno a idee, best practices e modelli operativi di microfinanza e collaborazione con i suoi spazi nell'organizzazione di seminari su temi di microfinanza promossi da altri attori del settore.
- Supporto al matching tra idee, progetti e fonti di finanziamento.
- Servizi per i donatori  interessati alla microfinanza con il sostegno a fasi di progettazione e attività di lobbying per promuovere l'interesse e la conoscenza relative ad attività di microfinanza.
- Coordinamento di progetti innovativi e di alta rilevanza sistemica nel settore della microfinanza realizzati in collaborazione con altre fondazioni ed enti.
- Informazione. La fondazione promuove la creazione di  osservatori tematici con coinvolgimento di partner esterni, la creazione e l'aggiornamento di database di attori; la fondazione è contact point per Reti europee, seleziona e divulga attraverso il suo sito e la sua newsletter documenti e rassegna stampa relativi al settore della microfinanza e contribuisce al portale italiano della Microfinanza. La fondazione offre supporto organizzativo e tecnico per alcuni attori italiani.
- Premio e Conferenza annuale dedicato alle best practices in microfinanza.

I beneficiari della fondazione sono stati: fondazioni di origine bancaria, altre fondazioni, ONG e associazioni, banche e istituzioni finanziarie, enti locali, istituzioni pubbliche (Ministeri, Enti pubblici, ecc,), reti e network, istituzioni di microfinanza italiane, provider di servizi (consulenza, formazione, ecc.), università e centri di ricerca.
La fondazione ha realizza le sue attività con i proventi del suo patrimonio, con il sostegno dei suoi beneficiari e di enti nazionali e internazionali.
Dal 2017, la nuova Fondazione Social Venture Giordano Dell’Amore - con un patrimonio iniziale di 8,5 milioni di euro - è impegnata nel promuovere la cultura dell’impact investing e l’innovazione sociale in Italia e in Europa. In qualità di advisor e investitore - come braccio strategico e operativo di Fondazione Cariplo nell’ambito degli investimenti a impatto sociale, ambientale e culturale - ha l’obiettivo di supportare l’ecosistema dell’imprenditoria sociale nell’adozione di modelli di intervento innovativi ed economicamente sostenibili e strumenti finanziari dedicati. La Fondazione realizza investimenti diretti e indiretti in Social Impact Funds, Imprese e Start-up capaci di generare impatto sociale e ambientale, misurabile e intenzionale: un’attività che segue i principi dell’impact investing, con un approccio di tipo «social venture capital», e che alimenta l’offerta di competenze e capitale paziente sul mercato italiano. Fondazione Social Venture GDA, inoltre, supporta l’ecosistema dell’imprenditoria sociale nell’esprimere innovazione attraverso strumenti dedicati (bandi, piattaforme, workshop e seminari); con il programma Get it!, realizzato in collaborazione con Cariplo Factory, promuove percorsi di incubazione, accelerazione e mentorship di Idee e Start-up a potenziale impatto sociale.

### Pubblicazioni
La fondazione ha pubblicato le riviste "Savings and Development" (1977-2006), "Finafrica Bulletin" (1974-1976) e "African Review of Money Finance and Banking" (1987-2005).
Le collane di libri curate dalla fondazione sono state I Mercati Creditizi Africani, Moneta e Finanza nelle Economie in Sviluppo, Finanza e Sviluppo e Cooperazione e Sviluppo.